# ロサンゼルス特急
ロサンゼルス特急 (Los Angeles Limited)は1905年から1954年までユニオン・パシフィック鉄道(Union Pacific Railroad)が、シカゴ・ノース・ウェスタン鉄道(Chicago and North Western Railway)と提携して、イリノイ州シカゴ(Chicago, Illinois)とカリフォルニア州ロサンゼルス(Los Angeles, California)間に運行した最高級の旅客列車。列車番号1.2が与えられた。

## 概要
3軸台車を履いた重鋼製客車で編成され、プルマン寝台車のみを連結する最高級の寝台列車 ＝"all-Pullman" 列車として運行された。1930年代に入ると低料金で高速なシティ・オブ・ロサンゼルス(City of Los Angeles)やチャレンジャー(Challenger)が運行されると次第に競争力を失い1954年に運行を停止した。

## 歴史

### 年表
- 1905年 - シカゴ・ロサンゼルス間運行開始
- 1930年 - 座席車連結開始
- 1935年 - チャレンジャー(Challenger)の運行開始に備え、座席車の連結廃止
- 1936年 - 重鋼製客車にエアコン導入
- 1948年 - 座席車連結再開
- 1954年 - 運行終了